# Sericania koryoensis
Sericania koryoensis är en skalbaggsart som beskrevs av Siuiti Murayama 1935. Sericania koryoensis ingår i släktet Sericania och familjen Melolonthidae. Inga underarter finns listade i Catalogue of Life.